# Epilohmannia amygdaliformis
Epilohmannia amygdaliformis är en kvalsterart som beskrevs av Berlese 1916. Epilohmannia amygdaliformis ingår i släktet Epilohmannia och familjen Epilohmanniidae. Inga underarter finns listade i Catalogue of Life.